# Lijst van spelers van het Canadese voetbalelftal
Deze lijst van spelers van het Canadese voetbalelftal geeft een overzicht van alle voetballers die minimaal dertig interlands achter hun naam hebben staan voor Canada. Vetgedrukte spelers zijn in 2023 nog voor de nationale ploeg in actie geweest.

## Overzicht
- Bijgewerkt tot en met de troostfinale van de Copa América tegen Uruguay op 13 juli 2024.

| Naam speler           | Debuut | Laatst | Interlands | Goals |
| --------------------- | ------ | ------ | ---------- | ----- |
| Atiba Hutchinson      | 2003   | 2023   | 105        | 9     |
| Julian de Guzman      | 2002   | 2016   | 89         | 4     |
| Paul Stalteri         | 1997   | 2010   | 84         | 7     |
| Randy Samuel          | 1983   | 1997   | 82         | 0     |
| Dwayne De Rosario     | 1998   | 2015   | 81         | 22    |
| Milan Borjan          | 2011   | 2023   | 80         | 0     |
| Jonathan Osorio       | 2013   | 2024   | 78         | 9     |
| Mark Watson           | 1991   | 2004   | 78         | 3     |
| Cyle Larin            | 2012   | 2024   | 73         | 29    |
| Samuel Piette         | 2012   | 2024   | 69         | 0     |
| Lyndon Hooper         | 1986   | 1997   | 66         | 3     |
| Alex Bunbury          | 1986   | 1997   | 65         | 16    |
| Junior Hoilett        | 2015   | 2024   | 63         | 16    |
| Nick Dasovic          | 1992   | 2004   | 61         | 3     |
| Colin Miller          | 1983   | 1997   | 61         | 5     |
| Toisant Ricketts      | 2011   | 2020   | 61         | 17    |
| Mike Sweeney          | 1980   | 1993   | 61         | 1     |
| Carlo Corazzin        | 1994   | 2004   | 59         | 11    |
| Richard Hastings      | 1998   | 2010   | 59         | 1     |
| Kevin McKenna         | 2000   | 2012   | 59         | 10    |
| Pat Onstad            | 1988   | 2010   | 57         | 0     |
| Bruce Wilson          | 1974   | 1986   | 57         | 2     |
| Patrice Bernier       | 2003   | 2015   | 56         | 2     |
| Marcel de Jong        | 2007   | 2018   | 56         | 3     |
| Craig Forrest         | 1988   | 2001   | 55         | 2     |
| Dale Mitchell         | 1980   | 1993   | 55         | 19    |
| Patrice Bernier       | 2003   | 2017   | 56         | 2     |
| Richie Laryea         | 2019   | 2023   | 55         | 1     |
| Jonathan David        | 2018   | 2024   | 54         | 28    |
| Alphonso Davies       | 2017   | 2024   | 53         | 15    |
| Paul Peschisolido     | 1992   | 2004   | 53         | 10    |
| Paul Dolan            | 1984   | 1997   | 52         | 0     |
| Frank Yallop          | 1990   | 1997   | 52         | 0     |
| Dave Norman           | 1983   | 1994   | 51         | 1     |
| Nicolas Ledgerwood    | 2007   | 2017   | 50         | 1     |
| Jim Brennan           | 1999   | 2008   | 49         | 6     |
| Simeon Jackson        | 2009   | 2017   | 49         | 6     |
| Jason DeVos           | 1997   | 2004   | 49         | 4     |
| Alistair Johnston     | 2021   | 2024   | 48         | 1     |
| Lars Hirschfeld       | 2001   | 2013   | 48         | 0     |
| Robert Lenarduzzi     | 1973   | 1986   | 47         | 4     |
| Paul James            | 1983   | 1993   | 46         | 2     |
| Tomasz Radzinski      | 1995   | 2009   | 46         | 10    |
| Steven Vitória        | 2016   | 2024   | 46         | 5     |
| William Johnson       | 2005   | 2019   | 45         | 4     |
| Kamal Miller          | 2019   | 2024   | 45         | 0     |
| Geoff Aunger          | 1992   | 1997   | 44         | 4     |
| John Limniatis        | 1987   | 1997   | 44         | 1     |
| Andrew Hainault       | 2006   | 2015   | 44         | 2     |
| Doneil Henry          | 2012   | 2022   | 44         | 1     |
| Josh Simpson          | 2004   | 2012   | 44         | 4     |
| John Catliff          | 1984   | 1994   | 43         | 19    |
| Iain Hume             | 2003   | 2016   | 43         | 6     |
| Adam Straith          | 2010   | 2017   | 43         | 0     |
| Stephen Eustaquio     | 2019   | 2024   | 42         | 4     |
| David Edgar           | 2011   | 2018   | 42         | 4     |
| Mark-Anthony Kaye     | 2017   | 2023   | 42         | 2     |
| Sam Adekugbe          | 2015   | 2023   | 42         | 1     |
| Tajon Buchanan        | 2021   | 2024   | 41         | 4     |
| Dejan Jakovic         | 2008   | 2017   | 41         | 1     |
| Lucas Cavallini       | 2012   | 2023   | 40         | 19    |
| Carl Fletcher         | 1991   | 2003   | 40         | 2     |
| Randy Ragan           | 1980   | 1986   | 40         | 0     |
| Issey Nakajima-Farran | 2006   | 2016   | 38         | 1     |
| Michael Klukowski     | 2003   | 2012   | 37         | 0     |
| Martin Nash           | 1997   | 2008   | 37         | 2     |
| Daniel Imhof          | 2001   | 2010   | 36         | 0     |
| Igor Vrablic          | 1984   | 1986   | 35         | 11    |
| Ante Jazic            | 2003   | 2012   | 35         | 1     |
| Ian Bridge            | 1981   | 1991   | 33         | 5     |
| Paul Fenwick          | 1994   | 2003   | 33         | 0     |
| Gery Gray             | 1980   | 1989   | 33         | 2     |
| Jason Bent            | 1997   | 2002   | 32         | 0     |
| Davide Xausa          | 1999   | 2003   | 32         | 2     |
| Carl Valentine        | 1985   | 1993   | 31         | 1     |
| Iain Fraser           | 1994   | 1997   | 30         | 0     |

Canadese voetbalbond · A-internationals · Bondscoaches · Selecties · Statistieken · Canadees vrouwenelftal · Canada U21 · Canada U20 · Canada U19 · Canada U18 · Canada U17
1885 – 1949 ·
1950 – 1969 ·
1970 – 1979 ·
1980 – 1989 ·
1990 – 1999 ·
2000 – 2009 ·
2010 – 2019 ·
2020 − 2029
WK 1986
OS 1904 · 
OS 1976 · 
OS 1984
1885 · 
1886 · 
1887 · 
1888 · 
1889–1903 · 
1904 · 
1905–1923 · 
1924 · 
1925 · 
1926 · 
1927 · 
1928–1936 · 
1937 · 
1938–1956 · 
1957 · 
1958–1967 · 
1968 · 
1969–1971 · 
1972 · 
1973 · 
1974 · 
1975 · 
1976 · 
1977 · 
1978–1979 · 
1980 · 
1981 · 
1982 · 
1983 · 
1984 · 
1985 · 
1986 · 
1987 · 
1988 · 
1989 · 
1990 · 
1991 · 
1992 · 
1993 · 
1994 · 
1995 · 
1996 · 
1997 · 
1998 · 
1999 · 
2000 · 
2001 · 
2002 · 
2003 · 
2004 · 
2005 · 
2006 · 
2007 · 
2008 · 
2009 · 
2010 · 
2011 · 
2012 · 
2013 ·
2014 ·
2015 ·
2016 ·
2017 ·
2018 ·
2019 ·
2020 ·
2021 ·
2022
Amerikaanse Maagdeneilanden ·
Argentinië ·
Armenië ·
Aruba ·
Australië ·
Azerbeidzjan ·
Bahrein ·
Barbados ·
België ·
Belize ·
Bermuda ·
Brazilië ·
Bulgarije · 
Chili ·
China ·
Colombia ·
Congo-Brazzaville ·
Costa Rica ·
Cuba ·
Curaçao ·
Cyprus ·
DDR ·
Denemarken ·
Dominica ·
Duitsland ·
Ecuador ·
Egypte ·
El Salvador ·
Engeland ·
Estland ·
Faeröer · 
Finland ·
Frankrijk ·
Ghana ·
Griekenland ·
Guatemala ·
Haïti ·
Honduras ·
Hongarije ·
Hongkong ·
Ierland ·
IJsland ·
Indonesië ·
Iran ·
Italië ·
Jamaica ·
Japan ·
Joegoslavië ·
Kaaimaneilanden ·
Kameroen ·
Kroatië ·
Libië ·
Luxemburg ·
Maleisië ·
Malta ·
Marokko ·
Mauritanië ·
Mexico ·
Moldavië ·
Nederland ·
Nieuw-Zeeland ·
Nigeria ·
Noord-Ierland ·
Noord-Korea ·
Noord-Macedonië ·
Oekraïne ·
Oezbekistan ·
Oostenrijk ·
Panama ·
Paraguay ·
Peru ·
Polen ·
Portugal ·
Puerto Rico ·
Qatar ·
Saint Kitts en Nevis ·
Saint Lucia ·
Saint Vincent en de Grenadines ·
San Marino ·
Saoedi-Arabië ·
Schotland ·
Singapore ·
Slovenië ·
Sovjet-Unie ·
Spanje ·
Suriname ·
Trinidad en Tobago ·
Tsjechië ·
Tunesië ·
Turkije ·
Uruguay ·
Venezuela ·
Verenigde Staten ·
Wales ·
Wit-Rusland ·
Zuid-Afrika ·
Zuid-Korea ·
Zwitserland
België (2022)